# Nara Keibane Airport
Nara Keibane Airport är en flygplats i Mali.   Den ligger i regionen Bamako, i den sydvästra delen av landet, 300 km norr om huvudstaden Bamako. Nara Keibane Airport ligger 272 meter över havet.
Terrängen runt Nara Keibane Airport är mycket platt. Runt Nara Keibane Airport är det glesbefolkat, med 9 invånare per kvadratkilometer. Närmaste större samhälle är Nara, 7,2 km söder om Nara Keibane Airport. Trakten runt Nara Keibane Airport består i huvudsak av gräsmarker.